# The Undercover Sessions
The Undercover Sessions – minialbum grupy Ill Niño. Wydawnictwo ukazało się 7 listopada 2006 roku nakładem wytwórni muzycznej Cement Shoes Records.

## Lista utworów
Opracowano na podstawie materiału źródłowego.
1. „Arrastra” – 3:20
2. „Zombie Eaters” (cover Faith No More) – 5:59
3. „Reservation for Two” (3:15)
4. „Red Rain” (cover Petera Gabriela) – 4:15
5. „Territorial Pissings” (cover Nirvana) – 2:27

## Twórcy
Opracowano na podstawie materiału źródłowego.
| Zespół Ill Niño w składzie - Cristian Machado – produkcja muzyczna, śpiew - Ahrue Luster – gitara - Diego Verduzco – gitara - Laz Pina – gitara basowa - Dave Chavarri – perkusja, instrumenty perkusyjne, produkcja muzyczna, miksowanie - Danny Couto – instrumenty perkusyjne |  | Inni - Jon Choukroun – asystent inżyniera dźwięku - Omar Clavijo – instrumenty klawiszowe, programowanie - Kent Hertz – edycja cyfrowa, inżynieria dźwięku - Andy Johns – produkcja muzyczna, inżynieria dźwięku - Dan Korneff – edycja cyfrowa - Logan Mader – edycja cyfrowa, miksowanie - Chino Moreno – gościnnie śpiew - Doug Strub – asystent inżyniera dźwięku - Eddie Wohl – produkcja muzyczna |